# Guillermo Capdevila
Guillermo Capdevila Abatte (Santiago, Chile, 1947 - Pamplona, España, 10 de enero de 1999) fue un diseñador industrial chileno establecido en España. Se le considera el pionero del diseño industrial en el País Vasco desde su etapa en el Centro de Diseño Industrial de Vizcaya, a mediados de los años 1980.

## Carrera
Guillermo Capdevila, hijo de Guillermo Capdevila y de Yolanda Abatte, cursó sus estudios en la Escuela de Diseño Industrial en el entonces Instituto Técnico e Industrial de Santiago de la Universidad de Chile actual Universidad Tecnológica Metropolitana, en Santiago de Chile, la cual le ha nombrado alumno destacado. A principios de los años 1970, formó parte del equipo de diseñadores industriales del proyecto Synco, el sistema cibernético de gestión y de transferencia de información impulsado por Salvador Allende. Fue uno de los discípulos de Gui Bonsiepe, director del proyecto.
Huyendo de las difíciles circunstancias políticas de su país, viajó a Europa y completó su formación en el Royal College of Art de Londres en 1976. Posteriormente estableció su residencia en España y fue colaborador de la empresa  pública Centro de Diseño Industrial DZ de la Diputación Foral de Vizcaya, actual BAI Agencia de Innovación. Su labor en esta institución fue destacada, por aportar una visión en consonancia con las corrientes internacionales. Fundó "Capdevila Asociados, Diseño de Productos S.A." y se especializó en diseño técnico industrial y en electrodomésticos. Algunas de sus creaciones son la cafetera triangular y el climatizador Solac, el teléfono Panorama, el teléfono bipieza en madera, la colección de grapadoras de plástico Derlin M20 de El Casco, entre otras. En el diseño técnico industrial destaca su labor en los sistemas de diseño y corte automático CAD/CAM para la empresa Investrónica Sistemas. Su labor profesional, en algunos casos revolucionaria en Europa, alcanzó proyección internacional, siendo acreedor de varios premios internacionales, entre ellos el premio Simo en 1985 por el diseño del ordenador ZX Spectrum 128 .
Contrajo matrimonio con Carmen Lomana (n. 1948) el 13 de diciembre de 1974 en Llanes (Asturias). Murió en un accidente de tránsito a la edad de 51 años.